# Deltocephalus lineatifrons
Deltocephalus lineatifrons är en insektsart som beskrevs av Paul W. Oman 1931. Deltocephalus lineatifrons ingår i släktet Deltocephalus och familjen dvärgstritar. Inga underarter finns listade i Catalogue of Life.